# Stožke
Stožke (znanstveno ime Conocybe) so rod gliv iz družine smetiščark (Bolbitiaceae). Znanstveno ime izhaja iz grške besede cono, ki pomeni stožec, in cybe, ki pomeni glava, kar se nanaša na njihovo značilno obliko klobuka.

## Značilnosti
Klobuki stožk so stožčaste ali zvonaste oblike. Večina ima dolgo, tanko in krhko steblo. So gniloživke in imajo rade rodovitno podlago. Rastejo na travnikih, odmrlem mahu, odmrli travi, peščenih sipinah, razpadlem lesu in gnoju. Razširjene so po vsem svetu. 
Iz rodu stožk so izdvojili vrste, ki imajo dobro razvit obroček in nimajo kegljastih heilocistid in jih prenesli v rod luskinčkov (Pholiotina).
Od rodu kučmic (Galerina) se ločijo mikroskopsko po celični povrhnjici, ki je pri kučmicah nitasta, pri stožkah pa spominja na tlakovce. 
Smrtno strupena Ameriška stožka (Conocybe filaris) je zelo pogosta na travnikih, vsebuje enake toksine kot zelena mušnica (Amanita phalloides) in povzroča amatoksinski sindrom.
Štiri vrste stožk vsebujejo halucinogene spojine psilocin in psilocibin: Conocybe kuehneriana, Conocybe siligineoides, Conoybe cyanopus in Conoybe smithii.
Conocybe siligineoides so v šamanske namene uporabljali Mazateki iz Oaxace.

## Seznam stožk Slovenije[6]
- vretenasta stožka (Conocybe antipus)
- mlečnobela stožka (Conocybe apala)
- pomladanska stožka (Conocybe aporos)
- obročkana stožka (Conocybe arrhenii)
- zlata stožka (Conocybe aurea)
- kostanjasta stožka (Conocybe brunnea)
- rjavkasta stožka (Conocybe brunneola)
- gomoljasta stožka (Conocybe bulbifera)
- govnova stožka (Conocybe coprophila)
- pikastotrosna stožka (Conocybe dumetorum)
- ameriška stožka (Conocybe filaris)
- nagubana stožka (Conocybe intermedia)
- glavata stožka (Conocybe macrocephala)
- velikotrosna stožka (Conocybe macrospora)
- korenasta stožka (Conocybe neoantipus)
- puhasta stožka (Conocybe pubescens)
- belobetna stožka (Conocybe pygmaeoaffinis)
- Rickenova stožka (Conocybe rickenii)
- okrolistna stožka (Conocybe siennophylla)
- oblasta stožka (Conocybe subovalis)
- dolgobetna stožka (Conocybe subpubescens)
- ožlebičena stožka (Conocybe tenera)
- polstenobetna stožka (Conocybe velutipes)